# اقتصادسنجی
اقتصادسنجی با مطالعهٔ نظام‌مند پدیده‌های اقتصادی با استفاده از داده‌های مشاهده‌شده سر و کار دارد. به عبارتی، اقتصادسنجی علم تحلیل‌های آماری از مدل‌های اقتصادی است. همان‌طور که راینار فریش در اولین شماره مجله ایکانامتریکا توضیح می‌دهد یکی شدن آمار، تئوری اقتصادی و ریاضیات است که اقتصادسنجی را می‌سازد.
اگرچه بسیاری از روش‌های اقتصادسنجی کاربرد مدل‌های آماری را بیان می‌کنند، اما بعضی شاخصه‌هایِ خاصِ داده‌های اقتصادی سبب تمایز اقتصادسنجی از سایر شاخه‌های آمار می‌شود. داده‌های اقتصادی عمدتاً مبنی بر مشاهده هستند و نه به‌دست‌آمده از آزمایش‌های کنترل‌شده. از آنجا که واحدهای اقتصادی در تعامل با یکدیگر عمل می‌کنند، داده‌های مشاهده‌شده نشان از یک تعادل اقتصادی پیچیده هستند و نه ناشی از یک رفتارِ سادهٔ ارتباطی ناشی از تقدم یا تکنولوژی. از این رو اقتصادسنجی روش‌هایی برای شناسایی و تخمینِ مدل‌های با چند مجهول را ایجاد می‌کند. این متدها به محقق اجازه می‌دهند که استنتاجی علی‌معلولی در شرایطی غیر از شرایط آزمایشیِ  کنترل‌شده ارائه دهد.

## اهداف
اهداف اقتصادسنجی را به‌طور کلی می‌توان دادن محتوای تجربی به روابط اقتصادی برای آزمودن نظریه‌های اقتصادی، پیش‌بینی، تصمیم‌گیری، و ارزیابی پیشینی یک سیاستگذاری یا تصمیم دانست.
به کمک تکنیک‌های اقتصادسنجی می‌توان ضرایب مجهول مدل ساخته‌شده را برآورد کرد و سپس (در صورت برقرار بودن تعدادی فرض) به استنتاج آماری دربارهٔ آن‌ها پرداخت؛ مثلاً اگر تئوری اقتصادی بیان می‌کند که رابطه متغیر وابسته و متغیر توضیح دهنده رابطه‌ای معکوس است، انتظار داریم که ضریب این متغیر از لحاظ آماری معنادار (متفاوت از صفر) و منفی باشد. همچنین بعد از برآورد ضرایب می‌توانیم با قرار دادن مقادیر دلخواه متغیرهای توضیح‌دهنده در رابطه، مقدار متغیر وابسته متناظر با آن‌ها را پیش‌بینی کنیم.
اقتصادسنجی در ارزیابی سیاستگذاری‌ها نیز مفید است؛ مثلاً اگر سیاستگذار تابع تقاضای یک کالا را با داده‌های قبلی برآورد کرده‌باشد و حال بخواهد قیمت آن کالا را به صورت دستوری طوری تعیین کند که تعداد مشخصی از مردم از آن کالا استفاده کنند، کافی است این مقدار را در تابع تقاضا قرار داده و قیمت متناظر با آن را محاسبه کند. در اقتصادسنجی حتی در چنین مثال ساده‌ای ظرافت‌هایی وجود دارد که باید به آن‌ها توجه شود؛ مثلاً برای تخمین تابع تقاضا، مشاهده‌ها در جدول داده‌ها می‌بایست زوج قیمت و مقدار تقاضا در شرایط تعادل پایدار باشند. در غیر این صورت مدلِ پیچیده‌تر یا روش اقتصادسنجیِ دیگری برای تخمین‌های معتبر و آزمون آن‌ها لازم است.

## روش‌شناسی اقتصادسنجی
روش‌شناسی (متدولوژی) مدل‌سازی اقتصادسنجی همواره محل بحث بوده است. اولویت‌ها و رابطه بین تئوری اقتصادی، داده‌ها، مدل نظری و مدل اقتصادسنجی موضوع این مباحث بوده است. یک روش‌شناسی که عموماً مورد استفاده قرار می‌گیرد در نمودار زیر نمایش داده شده است:
فرض کنید قصد مدل کردن یک پدیده را داریم. ابتدا نظریه‌ای در توضیح عوامل مؤثر بر آن می‌یابیم. منظور از مدل نظری، فرموله کردن ریاضی یک نظریه است. قدم بعدی تبدیل مدل نظری به مدل اقتصادسنجی است. برای این کار، ابتدا سری داده‌های معینی که فرض می‌شود مقادیر متغیرهای موجود در مدل را نمایندگی می‌کنند، انتخاب می‌شوند. سپس فرض می‌شود که متغیرهای نظری بر متغیرهایی که داده‌های انتخاب شده را ایجاد کرده‌اند منطبق هستند. در نتیجه متغیرهای داده‌های انتخاب شده را در مدل ریاضی جایگزین متغیرهای نظری می‌کنیم. در گام آخر تبدیل مدل نظری به مدل اقتصادسنجی، یک جمله خطای تصادفی به معادله اضافه می‌کنیم.
سپس ضرایب مدل آماری را با توجه به فروضی که روی جمله خطا کرده‌ایم برآورد می‌کنیم. اگر هر یک از فروض نقض شدند فروض جمله خطا را تغییر می‌دهیم. سپس قیود پیشینی (a priori) که توسط تئوری اعمال شده‌اند (مثل علامت و مقدار ضرایب) را آزمون می‌کنیم. وقتی متقاعد شدیم که نظریه درست است، می‌توانیم از معادلهٔ برآوردشده برای پیش‌بینی یا ارزیابی سیاستگذاری استفاده کنیم. انتقاداتی به این روش‌شناسی وارد است. از جمله اینکه نقطه شروع مدلسازی اقتصادسنجی را یک تئوری می‌داند. در واقع چنین فرض می‌شود که تنها «اطلاعات مشروع» موجود در داده‌های انتخاب‌شده آن‌هایی هستند که تئوری ذکر می‌کند. در نتیجه اگر داده‌ها در لباسی که بدون در نظر گرفتن طبیعتشان برایشان انتخاب شده جا نشوند، مدلساز در مرحلهٔ تصریح مدل آماری با سختی‌های فراوان روبرو می‌شود. ساده‌لوحانه است که پیشنهاد کنیم داده‌های مشاهده شده هر چه باشند، مدل آماریشان نباید فرقی کند. به دلیل مشکلاتی از این دست، روش‌شناسی‌های دیگری نیز در اقتصادسنجی وجود دارند که طبیعت داده‌های مشاهده‌شده را مرکز توجه قرار می‌دهند و در آن‌ها مدل آماری مستقیماً مبتنی بر متغیرهای تصادفی که داده‌ها را ایجاد کرده‌اند تعریف می‌شود و نه جملهٔ خطا.

## انواع داده‌ها
داده‌ها و مشاهدات متغیرهای موجود در یک مدل معمولاً در سه نوع مختلف می‌تواند وجود داشته باشد: داده‌های سری زمانی، داده‌های مقطع زمانی و داده‌های تلفیقی
داده‌های سری زمانی، مقادیر یک متغیر را در نقاط متوالی در زمان، اندازه‌گیری می‌کند. این توالی می‌تواند سالانه، فصلی، ماهانه، هفتگی یا حتی به صورت پیوسته باشد. داده‌های سری زمانی به‌طور کلی موضوع کار «اقتصادسنجی کلان» است که روش‌های اقتصادسنجی را در سطح کلان بررسی می‌کند. در اقتصاد کلان عموماً از سری زمانی‌های سالانه یا فصلی استفاده می‌شود چرا که جمع‌آوری اطلاعاتی مانند حسابهای ملی در فواصل کوتاه‌تر با دشواری‌های زیادی همراه است. اما در اقتصادسنجی مالی که داده‌ها در هر زمان به آسانی قابل گزارش هستند، استفاده از سری‌های زمانی ساعتی یا حتی دقیقه‌ای نیز امری غیرمعمول نیست. معمولاً از اندیس t برای داده‌های سری زمانی استفاده می‌کنند.
داده‌های مقطع زمانی، مقادیر یک متغیر را در زمان معین و روی واحدهای متعدد اندازه‌گیری می‌کند. این واحدها می‌توانند افراد، خانوارها، واحدهای تولیدی، صنایع، نواحی مختلف و حتی کشورهای مختلف باشند؛ مثلاً می‌توان داده‌های درآمد و مصرف خانوارهای مختلف را در سال معینی جمع‌آوری کرد. معمولاً از اندیس i برای داده‌های مقطعی استفاده می‌کنند.
داده‌های تلفیقی در واقع بیان‌کننده داده‌های مقطعی در طی زمان هستند؛ بنابراین حجم مشاهدات در داده‌های تلفیقی نسبتاً زیاد است. در سال‌های اخیر، کاربرد داده‌های تلفیقی در اقتصادسنجی افزایش بسیاری یافته است. معمولاً داده‌های تلفیقی و داده‌های مقطعی در اقتصادسنجی خرد به کار می‌روند که موضوع آن بررسی روش‌های اقتصادسنجی در اقتصاد خرد است.

## تحلیل رگرسیون
رگرسیون در لغت به معنای «بازگشت به مراحل قبلی در یک مسیر تحول و توسعه» است. تحلیل رگرسیون در واقع بدنه اصلی مطالعات اقتصادسنجی را تشکیل می‌دهد و به‌طور کلی دربارهٔ مدل‌های رگرسیون و نحوه برآورد آن‌ها بحث می‌کند.
برای آشنایی با مفهوم رگرسیون، فرض کنید یک متغیر مثل Y را در طول زمان یا در بین واحدهای مختلف مشاهده کرده و داده‌های مربوط به آن را به دست آورده‌ایم. می‌خواهیم چگونگی تغییرات آن را تفسیر کنیم. برای این منظور باید متغیر یا متغیرهایی را در نظر بگیریم که بتوانند این تغییرات را توضیح دهند. فرض کنید:
{\displaystyle Y_{t}=f(x_{1,t},...,x_{k,t})\,}
این مدل، یک مدل ریاضی است چرا که فقط رابطه ریاضی بین متغیر وابسته (Y) و متغیرهای مستقل ({\displaystyle x_{i}}ها) را منعکس کرده است.
اگر تابع f نسبت به متغیرهای {\displaystyle x_{1}} تا {\displaystyle x_{k}} خطی باشد یعنی به فرم:
{\displaystyle Y_{t}=\beta _{0}+\beta _{1}x_{1,t}+...+\beta _{k}x_{k,t}\,}
این مدل، یک مدل ریاضی خطی نامیده می‌شود.
اینکه چه متغیرهایی باید به عنوان متغیرهای توضیح دهنده استفاده شوند می‌تواند به تئوری‌های اقتصادی یا برداشت شخصی مدل‌ساز بستگی داشته‌باشد. شکل تابع نیز تابع نظر مدلساز است و او می‌تواند شکلهای تابعی متفاوتی را امتحان کند که بیشترین سازگاری را با داده‌های موجود داشته باشد.
اما باید توجه داشت که حتی اگر متغیرهای توضیح دهنده به درستی انتخاب شده باشند و فرم تابعی نیز درست تصریح شده باشد، باز هم مدل ساخته‌شده یک رابطه همواره درست نخواهدبود. دلایل این امر را می‌توان چنین برشمرد:
- علاوه بر متغیرهای توضیح دهنده وارد شده در مدل، عوامل دیگری نیز وجود دارند بیان کمی آن‌ها معمولاً بسیار دشوار است و در نتیجه وارد کردن آن‌ها در مدل مقدور نیست. به عنوان مثال اگر قصد مدل کردن مصرف یک کشور را داشته باشیم، چگونگی انتظارات مصرف‌کننده نسبت به تغییر در پارامترهای مختلف اقتصادی و درجه عدم اطمینان نسبت به تغییر در پارامترهای مختلف اقتصادی قابل مشاهده نیستند.
- ثانیاً اقتصاد با رفتار انسان‌ها سر و کار دارد و می‌دانیم که در رفتار انسان همواره عناصر تصادفی غیرقابل پیش‌بینی وجود دارد که اساساً نمی‌توان آن‌ها را در مدل‌های ریاضی گنجاند.
- همچنین دلایل دیگری مانند خطا در اندازه‌گیری متغیرهای وابسته و مستقل می‌توان ذکر کرد.

پس باید پذیرفت که مدل‌های ریاضی برای توضیح پدیده‌های اقتصادی دقیق نیستند و خطا دارند. به این خطا اصطلاحاً «جمله اخلال» می‌گویند زیرا تعادل ریاضی مدل را مختل می‌کند. به همین دلیل یک جمله خطا (یا ترم تصادفی) به مدل اضافه می‌کنیم که جانشینی برای اثر همه عوامل نادیده گرفته شده در مدل است؛ بنابراین تفاوت کلی مدل‌های ریاضی و مدل‌های رگرسیون در جمله اخلال است. هر گاه به مدل‌های ریاضی یک جمله اخلال – که یقیناً تصادفی است – اضافه کنیم به یک مدل رگرسیون تبدیل خواهد شد.
{\displaystyle Y_{t}=\beta _{0}+\beta _{1}x_{1,t}+...+\beta _{k}x_{k,t}+\varepsilon _{t}\,}
به متغیر Y که در سمت چپ معادله قرار دارد، متغیر وابسته و به {\displaystyle x_{i}}ها متغیرهای توضیح دهنده یا رگرسورها گفته می‌شود. اصطلاحات متغیر برونزا و متغیر درونزا نیز به ترتیب برای {\displaystyle x_{i}}ها و Y به کار می‌رود زیرا فرض بر این است که مقادیر {\displaystyle x_{i}}ها خارج از مدل مفروض تعیین شده و در نتیجه برونزا هستند در حالی که مقادیر Y در داخل مدل و بر اساس قانونمندی تعیین می‌شود و به همین دلیل درونزا خواهدبود.

### فروض کلاسیک
با بررسی مدل‌های رگرسیون به سهولت مشاهده می‌شود که هر گونه پیشرفت در تحلیل‌های رگرسیونی متوقف به شناخت بیشتر از جمله اخلال مدل است. در واقع در یک مدل رگرسیون، جمله اخلال با اینکه نقش مهمی ایفا می‌کند اما بنا به تعریف ناشناخته است. هر گاه کوشش کنیم اجزایی از جمله اخلال را بشناسیم و آن‌ها را اندازه‌گیری کنیم این اجزای شناخته شده در قسمت معین مدل قرار می‌گیرد و مجموعه عوامل مجهولی که باقی می‌مانند جمله اخلال را تشکیل می‌دهند؛ بنابراین جمله اخلال هیچگاه قابل مشاهده و اندازه‌گیری نیست. در نتیجه تنها راه خروج از این تنگنای نظری این است که یک سری فرضهای منطقی در مورد جمله اخلال ({\displaystyle \varepsilon _{t}\,}) مطرح کنیم تا بر آن اساس بتوان به تحلیل‌های رگرسیونی ادامه داد. این فرضها با یک فرض در مورد متغیرهای برونزا با عنوان فرضهای کلاسیک مدل‌های رگرسیون مطرح می‌شود.
مهم‌ترین نکته در مورد {\displaystyle \varepsilon _{t}\,} تصادفی بودن آن است. با توجه به تعریفی که از {\displaystyle \varepsilon _{t}\,} ارائه شد، بدیهی است که این فرض قابل قبول است و خلاف آن را نمی‌توان تصور نمود. {\displaystyle \varepsilon _{t}\,} یک متغیر تصادفی است و مثل همه متغیرهای تصادفی دارای یک تابع توزیع احتمال و در نتیجه میانگین و واریانس (و بقیه گشتاورها) است. سؤال مهمی که می‌توان مطرح کرد این است که خصوصیات آماری و شکل تابع توزیع احتمال متغیر تصادفی {\displaystyle \varepsilon _{t}\,} چیست؟ پاسخ به این سؤال فروض کلاسیک نامیده می‌شود. فروض کلاسیک عبارتند از:
اولین فرض این است که میانگین یا امید ریاضی جمله اخلال صفر است.
{\displaystyle E(\varepsilon _{t})=0\quad t=1,...,T\,}
این فرض در واقع به این معنی است که به ازای هر مقدار معین از متغیرهای توضیح دهنده، میانگین تمام مقادیر ممکن {\displaystyle \varepsilon _{t}\,} برابر صفر است. ظهور مقادیر مختلف {\displaystyle \varepsilon _{t}\,} به اعتبار فرض آزمایش‌های فرضی تکراری به ازای مقادیر معین و ثابت متغیرهای توضیح دهنده است. مفهوم کلی این فرض این است که مدل خطای سیستماتیک ندارد.
دومین فرض ثابت بودن واریانس جمله اخلال به ازای مقادیر مختلف متغیرهای مستقل است.
{\displaystyle var(\varepsilon _{t})=E(\varepsilon _{t}^{2})=\sigma ^{2}\quad t=1,...,T\,}
هرگاه واریانس جمله اخلال ثابت باشد، می‌گوییم مدل واریانس همسان و در غیر این صورت واریانس ناهمسان است.
سومین فرض این است که {\displaystyle \varepsilon _{i}\,} و {\displaystyle \varepsilon _{j}\,} به ازای تمامی مقادیر {\displaystyle i\neq j\,} از یکدیگر مستقلند؛ یعنی کوواریانس آن‌ها صفر است.
{\displaystyle cov(\varepsilon _{i},\varepsilon _{j})=E(\varepsilon _{i}\varepsilon _{j})=0\quad i,j=1,...,T\quad i\neq j\,}
به عبارت دیگر هر گاه دو مقدار متفاوت برای متغیرهای مستقل را در نظر بگیریم، فرض بر این است که جمله‌های اخلال متناظر با آن‌ها از یکدیگر مستقلند. در چنین حالتی می‌گوییم که جمله‌های اخلال خود همبستگی ندارند.
چهارمین فرض این است که تابع توزیع جمله اخلال را نرمال بدانیم؛ بنابراین با توجه به فرضهای اول و دوم و سوم می‌توان گفت که {\displaystyle \varepsilon _{t}\,} دارای توزیع مستقل نرمال با میانگین صفر و واریانس ثابت {\displaystyle \sigma ^{2}\,} است.
{\displaystyle \varepsilon _{t}\sim NID(0,\sigma ^{2})\,}
پنجمین و آخرین فرض از فرضهای کلاسیک این است که متغیرهای توضیح دهنده غیرتصادفی هستند. این فرض بیشتر برای سهولت در استنتاج قضایا و نیز رسیدن به نتایج جالبتر در تخمین پارامترهاست. بدیهی است که می‌توان این فرض را نقض کرد و متغیر توضیح دهنده را به صورت یک متغیر تصادفی در نظر گرفت. به هر حال فرض غیرتصادفی بودن متغیرهای توضیح دهنده بدین معناست که {\displaystyle x_{i,t}\,}ها از متغیر تصادفی {\displaystyle \varepsilon _{t}\,} مستقل هستند.

## برآورد ضرایب
یکی از مباحث اصلی تحلیل‌های رگرسیونی، تخمین پارامترهای مدل است. اگر تابع رگرسیون جامعه را با
{\displaystyle Y_{t}=\beta _{0}+\beta _{1}x_{1,t}+...+\beta _{k}x_{k,t}+\varepsilon _{t}\quad (*)\,}
و برآوردهای {\displaystyle \beta _{i}\,}ها و {\displaystyle y_{t}\,} را به ترتیب با {\displaystyle {\hat {\beta }}_{i}\ \,} و {\displaystyle {\hat {y}}_{t}\ \,} نشان دهیم، مدل رگرسیون نمونه عبارت خواهد بود از:
{\displaystyle Y_{t}={\hat {\beta }}_{0}\ +{\hat {\beta }}_{1}\ x_{1,t}+...+{\hat {\beta }}_{k}\ x_{k,t}+e_{t}\quad (**)\,}
یا:
{\displaystyle {\hat {Y}}_{t}\ ={\hat {\beta }}_{0}\ +{\hat {\beta }}_{1}\ x_{1,t}+...+{\hat {\beta }}_{k}\ x_{k,t}\,}
اختلاف بین مشاهده ({\displaystyle Y_{t}\,}) و تخمین ({\displaystyle {\hat {Y}}_{t}\ \,}) را اصطلاحاً پسماند گفته و با {\displaystyle e_{t}\,} نشان می‌دهیم.
{\displaystyle {\hat {\beta }}_{i}\ \,}ها قابل تخمین هستند و در نتیجه می‌توان مدل رگرسیون نمونه را برآورد کرد اما پارامترهای واقعی جامعه هیچگاه قابل مشاهده و اندازه‌گیری نیستند زیرا {\displaystyle \varepsilon _{t}\,} اساساً قابل مشاهده نیست. برای برآورد مدل‌های رگرسیون، بسته به نوع مدل روش‌های متفاوتی وجود دارد.

### روش حداقل مربعات معمولی

داده‌ها (نقاط آبی) و بهترین خطی که با معیار OLS می‌توان از میان آن‌ها گذراند (خط قرمز)

برای مدل‌های رگرسیون خطی، روش حداقل مربعات معمولی ساده‌ترین و مرسوم‌ترین روش است. طرح اولیه این روش را که معمولاً با OLS نشان داده می‌شود کارل فریدریش گوس ریاضی‌دان معروف آلمانی در قرن هجدهم مطرح کرده است. زیربنای فکری روش حداقل مربعات معمولی این است که ضرایب مدل مقادیری اختیار کنند که مدل رگرسیون نمونه بیشترین نزدیکی را به مشاهدات {\displaystyle Y_{1},...,Y_{T}\,} داشته باشد. به عبارت دیگر کمترین انحراف را از مشاهدات فوق نشان دهد.
اگر مدل رگرسیون خطی {\displaystyle (*)\,} را با خط {\displaystyle (**)\,} تخمین بزنیم، این خط باید کمترین فاصله را با مشاهدات ما داشته باشد. معیار روش حداقل مربعات معمولی این است که ضرایب را باید چنان تخمین زد که مجموع مربعات پسماندها یعنی {\displaystyle \sum _{t=1}^{T}e_{t}^{2}\,} به حداقل برسد.
روش OLS برای برآورد ضرایب نیاز به هیچ شرطی روی جمله اخلال ندارد اما برای آنکه ضرایب برآورد شده نااریب (بدون تورش) باشند و استنتاج آماری (مثلاً تستهای معناداری) روی آن‌ها امکان‌پذیر باشد، برقرار بودن فروض کلاسیک الزامی است.

#### نقض فروض کلاسیک
اگر آزمونهای آماری بعد از انجام OLS، بر نقض یکی از فروض کلاسیک صحه بگذارند، دیگر مجاز به استفاده از روش OLS برای برآورد مقادیر آن مدل نیستیم. در این صورت یا باید مدل را تغییر دهیم یا روش برآورد را. به‌طور سنتی در داده‌های مقطعی انتظار واربانس ناهمسانی و در داده‌های زمانی انتظار خودهمبستگی را داریم.

##### روش حداقل مربعات تعمیم یافته
در صورت مشاهده خودهمبستگی یا واریانس ناهمسانی، می‌توان از روش حداقل مربعات تعمیم یافته (GLS) برای برآورد ضرایب استفاده کرد. البته استفاده از این روش نیازمند حدسهایی دربارهٔ ماتریس واریانس-کوواریانس جملات اخلال است که استفاده از ماتریس واریانس-کوواریانس پسماندهای مدل OLS برآورد شده به عنوان نقطه شروع و استفاده از روش‌های تکرارشونده (Iterative) می‌تواند در این زمینه راهگشا باشد.

##### متغیر ابزاری
در صورتی که حدس بزنیم به دلایلی (مثل وجود متغیر حذف شده) بین جمله اخلال و یکی از متغیرهای توضیح دهنده همبستگی وجود دارد، باید به جای آن متغیر توضیح دهنده از یک متغیر ابزاری استفاده کنیم یعنی متغیری که با آن متغیر توضیح دهنده همبستگی بالایی دارد اما نسبت به جمله اخلال مستقل است. به عنوان مثال فرض کنید Y به درستی توسط متغیرهای S و Z با تابعی مثل تابع زیر توضیح داده می‌شود و بین S و Z همبستگی وجود دارد.
{\displaystyle Y_{t}=a+bZ_{t}+cS_{t}+\varepsilon _{t}\,}
اما ما مدلی که ما می‌سازیم به صورت:
{\displaystyle Y_{t}=a+bZ_{t}+\nu _{t}\,}
است. واضح است که جملات اخلال مدل پایینی ({\displaystyle \nu _{t}\,}) دربردارنده S نیز هستند و چون S با Z همبستگی دارد پس {\displaystyle \nu \,} هم با Z همبستگی خواهد داشت و این باعث خواهد شد که برآورد ضریب b با روش OLS اریب و ناسازگار باشد. پس باید به جای Z از یک متغیر ابزاری مثل W استفاده کنیم که با Z همبستگی بالایی دارد اما با جمله اخلال ({\displaystyle \nu \,}) هیچ همبستگی ندارد. به عنوان یک راه حل در صورتی که داده‌های S را در اختیار داشته باشیم، می‌توان Z را بر S رگرس کرد و از {\displaystyle {\hat {Z}}\ \,} (مقادیر برازش شده Z) به عنوان ابزار استفاده کرد.
متغیر ابزاری ایده‌آل یک آزمایش طبیعی است که تخصیص‌های تصادفی ایجاد می‌کند. به عنوان مثال اگر بخواهیم تأثیر حضور در جنگ را بر درآمد آینده فرد محاسبه کنیم، با رگرس کردن درآمد بر متغیر مجازی حضور یا عدم حضور در جنگ نتیجه نا اریبی حاصل نخواهد شد چرا که ممکن است عوامل نادیده‌ای بر انتخاب فرد برای حضور در جنگ تأثیر داشته باشند که بر درآمد او هم مؤثر باشند؛ مثلاً ممکن است افراد با تحصیلات کمتر حضور در جنگ را انتخاب کنند. اما اگر افرادی که باید در جنگ حاضر شوند توسط یک قرعه کشی مشخص شوند (مانند آنچه در آمریکا زمان جنگ ویتنام اتفاق افتاد) یک آزمایش طبیعی اتفاق افتاده که حضور یا عدم حضور در جنگ را به صورت تصادفی معین می‌کند. در این حالت دیگر بین حضور در جنگ و توانایی‌ها و مشخصات نادیده گرفته شدهٔ فرد همبستگی وجود ندارد و انجام رگرسیون درآمد روی متغیر مجازی حضور در جنگ نتایج نااریب ایجاد خواهدکرد.

### روش حداکثرسازی درستنمایی
روش حداکثرسازی درستنمایی (MLE) نیز برای برآورد ضرایب اکثر مدل‌های رگرسیون قابل استفاده است ولی قبل از استفاده از آن، باید یک توزیع احتمال برای جملات اخلال فرض کرد. پس از آن با استفاده از تابع توزیع جملات اخلال، تابع درستنمایی یا تابع لگاریتم درستنمایی را تشکیل داده، و ضرایب را طوری برآورد می‌کنیم که با توجه به داده‌های نمونه، این تابع حداکثر شود.
به عنوان مثال در مورد مدل‌های رگرسیون خطی، مستقل و نرمال فرض کردن توزیع جملات اخلال و سپس استفاده از روش حداکثر درستنمایی، ضرایبی عیناً مانند ضرایب روش OLS بدست می‌دهد. به عنوان مثالی دیگر، در رگرسیون لوجیت (Logit) فرض می‌شود که جملات اخلال دارای توزیع مستقل و یکسان Extreme Value هستند و سپس ضرایب با روش حداکثر درستنمایی برآورد می‌شوند.

### روش‌های برآورد معادلات هم‌زمان
از روش‌های مهم برآورد معادلات هم‌زمان می‌توان روش گشتاورها (Method of Moments)، روش گشتاورهای تعمیم یافته (Generalized Method of Moments-GMM)، روش بیزین (Bayesian methods)، روش حداقل مربعات معمولی دو مرحله‌ای (Two Stage Least Squares-2SLS)، و روش حداقل مربعات معمولی سه مرحله‌ای (Three Stage Least Squares-3SLS)، روش حداکثر درستنمایی اطلاعات کامل (FIML) و روش حداکثر درستنمایی اطلاعات محدود (LIML) را نام برد.

## دسته‌بندی مدل‌های اقتصادسنجی
گاهی تنها یک متغیر را در مدل وجود دارد و سعی می‌کنیم مقدار آن متغیر در زمان t را به وسیله مقادیر محقق شده همان متغیر در دوره‌های گذشته یا شوکهای (جملات خطای) گذشته مدل کنیم. به چنین معادلاتی تک متغیره (Univariate) گفته می‌شود. این مدل‌ها هیچ محتوای نظری ندارند و عموماً برای پیش‌بینی مورد استفاده قرار می‌گیرند. اگر تنها از مقادیر گذشته متغیر استفاده کنیم، مدل خودبرگشت (Auto Regressive) نامیده می‌شود. اگر تنها از مقادیر شوکهای گذشته‌استفاده کنیم مدل میانگین متحرک (Moving Average) نامیده می‌شود. اگر از هر دو در مدل استفاده شود، آن مدل را ARMA می‌نامیم. اگر برای توضیح یک متغیر از متغیرهای دیگر نیز استفاده شود، آن معادله چندمتغیره نامیده می‌شود. این مدل‌ها علاوه بر پیش‌بینی، برای تحلیل‌های ساختاری هم مناسب هستند.
تحلیل‌های اقتصادسنجی گاهی بر اساس تعداد همبستگی‌های مدل شده (تعداد معادلات موجود در مدل) دسته‌بندی می‌شوند. متدهای تک‌معادله‌ای (Single equation methods)، یک متغیر (متغیر وابسته) را به عنوان تابعی از یک یا چند متغیر توضیح دهنده (متغیر مستقل) مدل می‌کند. در خیلی زمینه‌های اقتصادسنجی چنین تک معادله‌ای ممکن است اثر مورد نظر را نپوشاند، یا ممکن است تخمین‌هایی با خصیصه‌های آماری ضعیف تولید کند. روش‌های معادلات همزمان (Simultaneous equation methods) برای از بین بردن چنین کمبودهایی ایجاد شده‌اند. معادلات هم‌زمان اولین بار توسط هاولمو (Haavelmo) در سال ۱۹۴۳ پیشنهاد شدند.

## همبستگی و علیت در اقتصادسنجی
در ساختن و تحلیل مدل‌های اقتصادسنجی باید همواره توجه کرد که معناداری آماری بین دو متغیر لزوماً تضمین نمی‌کند که یک رابطهٔ اقتصادی مفید و بامعنی بین دو متغیر پیدا شده است. معنی‌داری آماری برای معنی داری اقتصادی نه لازم و نه کافی است. اگر هیچ تئوری نتوان یافت یا ساخت که این رابطه را پشتیبانی کند، این مدل حاوی هیچ اطلاعات حقیقی نخواهد بود. به چنین همبستگی‌هایی، همبستگی موهومی یا بی‌معنا گفته می‌شود.
همبستگی موهومی بین دو متغیر معمولاً در مورد متغیرهای سری زمانی انبوهشی(aggregate) امر رایجی است. یک آماردان به نام آندی یول در مقاله‌ای در سال ۱۹۲۶ و با استفاده از داده‌های سال‌های ۱۸۶۶ تا ۱۹۱۱ نشان داد که بین نرخ مرگ و میر در انگلستان و ولز، با نسبت ازدواجهای منعقد شده در کلیسای انگلیس یک همبستگی ۹۵٪ وجود دارد. با این حال هیچ سیاستمداری پیشنهاد نکرد که کلیسای انگلیس تعطیل شود تا مردم این کشور عمر جاویدان بیابند. به عنوان مثالی دیگری، هندری یک رابطه بسیار قوی ولی غیرخطی بین نرخ تورم و مجموع بارش سالانه در انگلستان یافت. بسیار عالی می‌شد اگر مردم بریتانیا می‌توانستند نرخ تورم خود را کاهش دهند و به عنوان جایزه، از اثر جانبی هوای بهتر هم بهره‌مند شوند.
در ضمن ممکن است علیت بین دو متغیر، معکوس تشخیص داده شود؛ یعنی در حالی که در واقعیت متغیر الف علت پدیده ب است، در ساخت مدل ما به اشتباه از متغیر الف به عنوان متغیر وابسته و از ب به عنوان متغیر توضیح دهنده استفاده کنیم. از لحاظ آماری هیچ آزمونی وجود ندارد که بتواند جهت واقعی علیت را به ما بشناساند با این حال کلایو گرانجر تکنیکی، که به آزمون علیت گرانجر معروف شده است، ابداع کرد که ادعا می‌کند می‌تواند چیزهایی دربارهٔ رابطه علی بین دو متغیر فاش کند.

## نقد لوکاس
نقد لوکاس، توسط رابرت لوکاس در سال ۱۹۷۶ مطرح شد. در آن زمان ساختن و برآورد مدل‌های معادلات هم‌زمان بسیار بزرگ و استفاده از نتایج آن‌ها برای سیاستگذاری بسیار باب شده‌بود. نقد لوکاس بیان می‌کند ساده‌لوحانه است که تصور کنیم می‌توانیم تأثیرات یک تغییر سیاست اقتصادی را کاملاً بر مبنای روابط منعکس شده در داده‌های گذشته پیش‌بینی کنیم. به عبارت دیگر، پارامترهای برآوردشده یک مدل حتی در صورتی که از لحاظ آماری کاملاً معتبر باشند، در اثر سیاست (قواعد بازی) جدید می‌توانند تغییر کنند؛ بنابراین نتیجه‌گیری‌های سیاستی بر مبنای این مدل‌ها به صورت بالقوه گمراه‌کننده است. این نقد، استفاده گسترده از مدل‌های اقتصادسنجی که فاقد پایه‌های تئوریک اقتصادی دینامیک بودند زیر سؤال برد.
به عنوان یک مثال اقتصادی، رابطه منفی بین بیکاری و تورم که به منحنی فیلیپس معروف است در صورتی که حاکمان یک کشور قصد بهره‌گیری زیاد از آن را داشته‌باشند فرو می‌ریزد زیرا افزایش دادن مداوم تورم به امید اینکه بیکاری را برای همیشه پایین نگه دارند بالاخره باعث خواهدشد تورم انتظاری بنگاه‌ها افزایش یابد و تصمیمات استخدامی آن‌ها تغییر یابد. پس اینکه تحت سیاست‌های پولی اوایل قرن بیستم تورم بالا با بیکاری کم مرتبط بوده است بدین معنا نیست که انتظار داشته‌باشیم تحت همه رژیمهای متفاوت سیاست پولی نیز تورم بالا به بیکاری کم منجر شود.
نقد لوکاس پیشنهاد می‌دهد که اگر قصد پیش‌بینی درست اثرات یک سیاستگذاری را داریم، باید «پارامترهای عمیق» یعنی پارامترهای مرتبط با ترجیحات افراد، تکنولوژی بنگاه‌ها و قیود منابع را مدل کنیم. این دیدگاه باعث رونق اقتصاد کلان با پایهٔ خرد شد.

### مدل خودبرگشت برداری
ظهور مدل اقتصادسنجی خودبرگشت برداری (VAR) در دهه ۱۹۸۰ پاسخ مستقیمی به نقد لوکاس بودند. در مدل VAR، متغیرها به صورت یک ترکیب خطی از مقادیر گذشته خودشان و مقادیر گذشته تمامی متغیرهای دیگر مدل توضیح داده می‌شوند بنابراین ساختار یک مدل VAR به جای ملاحظات نظری، بر دینامیک داده‌های مورد بررسی در مدل مبتنی است.

## کتابهایی برای یادگیری اقتصادسنجی
برای یادگیری اقتصادسنجی، قبل از هر چیز تسلط به آمار به ویژه آمار استنتاجی (Inferential Statistics) ضروری است. علاوه بر آن، آشنایی با مبانی جبر ماتریسی و بهینه‌سازی نیز از ملزومات یادگیری اقتصادسنجی هستند.
از کتاب‌های آموزشی اقتصادسنجی که در اکثر دانشگاه‌های دنیا تدریس می‌شوند می‌توان کتاب‌های زیر را نام برد:
- «روشهای اقتصادسنجی» نوشته جانستون و دی‌ناردیو
- تحلیل اقتصادسنجی نوشته ویلیام گرین

از کتاب‌های آموزشی اقتصادسنجی به زبان فارسی دارای مفاهیم جدید می‌توان به عناوین ذیل اشاره کرد:
- اقتصادسنجی (در دو جلد) همراه با کاربرد نرم‌افزارهای ویژه اقتصادسنجی، نوشته اسماعیل پیش بهار
- مبانی اقتصادسنجی همراه با ایویوز و استاتا، نوشته محمدرضا منجذب
- اقتصادسنجی خرد کاربردی، متغیرهای وابسته محدود شده با استفاده از نرم‌افزار Stata، نوشته محمد قربانی و رضا رادمهر
- مدل‌های اقتصادسنجی پیشرفته همراه با ایویوز و استاتا، نوشته محمدرضا منجذب
- اقتصادسنجی همراه با کاربرد نرم‌افزار Eviews، نوشته علی سوری
- اقتصادسنجی (در دو جلد)، نوشتهٔ مسعود درخشان
- فرآیندهای تصادفی در اقتصادسنجی، نوشته مجید صامتی و صابر معتقد
- اقتصادسنجی سریهای زمانی با نرم‌افزار Eviews، نوشته حسین محمدی و شهرام عیدی زاده
- روش‌های اقتصادسنجی، نوشتهٔ م. داتا و ترجمهٔ ابوالقاسم هاشمی
- مبانی اقتصادسنجی ۲ جلدی، نوشتهٔ دامودار گجراتی، ترجمهٔ حمید ابریشمی
- اقتصادسنجی کاربردی داده‌های سری زمانی، نوشتهٔ محمد نوفرستی، انتشارات دانشگاه شهید بهشتی

برای اقتصادسنجی سری زمانی، کتاب «اقتصادسنجی کاربردی سری زمانی» نوشتهٔ والتر اندرز را می‌توان ذکر کرد. این کتاب توسط مهدی شاهدانی و سعید شوال‌پور به فارسی ترجمه شده است. برای یادگیری روش‌های اقتصادسنجی خرد، کتاب روش‌های انتخاب گسسته با شبیه‌سازی (Discrete Choice methods with simulation) نوشتهٔ کِنِت تِرِین و کتاب تحلیل داده خرد (Analysis of Microdata) نوشتهٔ وینکلمن و بوئِس از مراجع اصلی هستند. بادی بالتاجی و آریس اسپانوس از دیگر مؤلفان مطرح در زمینه‌های مختلف اقتصادسنجی هستند.
کتاب «اقتصادسنجی بی‌خطر» نوشتهٔ انگریست و پیشکه نیز می‌تواند راهنمای جیبی یک محقق تجربی دربارهٔ ضروریات اقتصادسنجی یک تحقیق باشد. به نظر مؤلفان این کتاب برخی از روش‌های اقتصادسنجی پیشرفته، عجیب و غریب و به نحوی غیرضروری پیچیده بوده و حتی «خطرناک» اند. افزون بر این، روش‌های اساسی اقتصادسنجی کاربردی عمدتاً بدون تغییر مانده‌اند. کتاب سعی دارد که جنبه کاربردی‌تر و، به زعم خودشان، کم‌خطرتر اقتصادسنجی را بازنمایی کند.
کتاب کاربرد ایویوز در اقتصادسنجی (نسخۀ ۸) تألیف دکتر علیرضا مرادی از انتشارات جهاد دانشگاهی تهران راهنمای مناسبی برای آموزش کاربردی ایویوز و الگوهای متنوع تخمین و شبیه‌سازی است. در این کتاب به الگوهای مارکف سوئیچینگ رژیم اشاره شده است.

## نرم‌افزارهای اقتصادسنجی
از آنجا که تحلیل‌های اقتصادسنجی به ویژه برآورد ضرایب و استنتاج آماری نیاز به محاسبات بسیار سنگین دارند، و همچنین برای ترسیم نمودارهای گرافیکی، استفاده از نرم‌افزارهای اقتصادسنجی در کارهای تجربی ناگزیر می‌نماید. همچنین از بعضی امکانات این نرم‌افزارها مثل شبیه‌سازی مونت‌کارلو برای پیشبرد نظری اقتصادسنجی استفاده می‌شود.
عموم نرم‌افزارهای آماری در اقتصادسنجی به کار می‌روند. در دانشگاه‌های ایران بیشتر نرم‌افزارهای ایویوز (EViews) و استتا (Stata) توسط دانشجویان و استادان اقتصادسنجی مورد استفاده قرار می‌گیرند.
ایویوز نرم‌افزاری است که در سال ۱۹۹۴ جایگزین نرم‌افزار مایکرو تی اس پی (MicroTSP) شد که از سالیان دور مورد استفاده دانشجویان اقتصاد قرار داشت. نقطه قوت ایویوز داشتن امکاناتی است که به خصوص در پروژه‌های سری زمانی به محقق اجازه می‌دهند به سرعت مدل‌های مورد نیاز خود را برآورد و از جنبه‌های مختلف آزمون کند. همچنین منوهای این نرم‌افزار دسترسی به امکانات مختلف را به آسانی در اختیار کاربر قرار می‌دهد و نیاز چندانی به استفاده از خط فرمان نیست.
استتا نرم‌افزاری است که قدرت و سرعت فوق‌العاده‌ای در کار با داده‌های بسیار حجیم (مثل داده‌های بودجه خانوار) دارد. همچنین امکانات برنامه‌نویسی فراوان و کدهای از پیش نوشته شده و منتشر شده در وب توسط کاربران این نرم‌افزار، آن را به یکی از نرم‌افزارهای اصلی بین اقتصادسنجی‌کاران تبدیل کرده است. کار کردن با این نرم‌افزار بیشتر به نوشتن دستورها در خط فرمان متکی است تا استفاده از منوها.
دو نرم‌افزار ذکر شده تجاری هستند اما در سال‌های اخیر استفاده از نرم‌افزار متن باز و رایگان آر (R) نیز برای انجام پروژه‌های اقتصادسنجی باب شده است. همچنین بستۀ نرم‌افزاری مایکروفیت (Microfit) با همکاری محمدهاشم پسران اقتصاددان ایرانی توسط انتشارات دانشگاه آکسفورد عرضه شده است که برای اقتصادسنجی سری زمانی مناسب است.

## اقتصادسنجی‌دانان مطرح
افراد زیر جایزه نوبل در علوم اقتصادی را به دلیل دستاوردهای قابل توجه در زمینه اقتصادسنجی دریافت کرده‌اند:
- یان تینبرگن، استاد سابق دانشگاه اراسموس روتردام، و راینار فریش در سال ۱۹۶۹ به خاطر ایجاد و کاربرد مدل‌های پویا برای تحلیل فرایندهای اقتصادی
- لورنس کلاین، استاد دانشگاه پنسیلوانیا در سال ۱۹۸۰ به دلیل انجام یک مدلسازی کامپیوتری در زمینه اقتصادسنجی
- تریجی هاولکو در سال ۱۹۸۹ به دلیل مقاله‌ای که در سال ۱۹۴۴ (در ایکانامتریکا) با عنوان «رویکرد احتمالاتی در اقتصادسنجی» از او منتشر شد.
- دانیل مک‌فادن و جیمز هکمن در سال ۲۰۰۰ به دلیل کارهایشان در زمینه اقتصادسنجی خرد
- رابرت اِنگِل (دانشگاه کالیفرنیا در سن دییگو) و کلایو گِرانجر (دانشگاه ناتینگهام) در سال ۲۰۰۳ به دلیل کارهایشان در زمینه تحلیل سری‌های زمانی اقتصادی. انگل روش واریانس ناهمسانی مشروط خودبرگشت (ARCH) و گرانجر هم‌انباشتگی (Cointegration) را ابداع کردند.[۴]